# Carta Olímpica

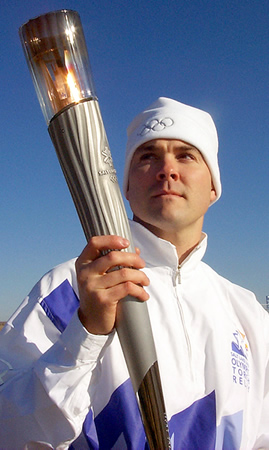
John Nowak portant la torxa olímpica durant els Jocs Olímpics d'hivern de 2002.

La Carta Olímpica és un text creat pel Comitè Olímpic Internacional (COI) que regula el moviment olímpic i estableix un seguit de regles per l'organització dels Jocs Olímpics.
Fou adoptada pel Comitè Olímpic Internacional com a base dels seus principis de fundació i per establir-ne les regles. El text original fou escrit en francès i anglès, si bé en les Sessions del Comitè Olímpic Internacional és traduïda a l'alemany, àrab, castellà i rus. Si apareixen discrepàncies amb la traducció del text, tindrà prevalença l'edició escrita en francès, considerada l'original.
L'última actualització de la Carta Olímpica data del 8 de juliol de 2011.

## Propòsits
A través de la història dels Jocs Olímpics la Carta Olímpica freqüentment ha decidit el resultat de controvèrsies olímpiques. Com va ser expressat en la seva introducció, la Carta Olímpica serveix a tres propòsits principals:
- Establir els principis i valors de l'olimpisme.
- Servir com a reglament del COI.
- Definir els drets i obligacions dels tres constituents principals del Moviment Olímpic: el Comitè Olímpic Internacional (COI), les federacions internacionals i els Comitès Nacionals, i els Comitès organitzadors dels Jocs Olímpics. A més de ser la base fonamental de les regles del joc esportiu en alguns països.

## Principals components
Amb els seus cinc capítols i 61 articles, la Carta Olímpica resumeix al detall diverses guies i regles. Aquest article assenyala i resumeix aquells assumptes considerats els més importants per governar els Jocs Olímpics, el moviment olímpic i els seus 3 constituents principals: el Comitè Olímpic Internacional, les Federacions Internacionals i els Comitès Olímpics Nacionals.

### Capítol 1: El Moviment Olímpic i la seva acció
Article 2: La missió del COI és promoure l'olimpisme a través del món i liderar el Moviment Olímpic. Això inclou mantenir l'ètica en l'esport, fomentar la participació en els esports, assegurar que els Jocs Olímpics es duguin a terme de manera regular, protegir el Moviment Olímpic, i encoratjar i donar suport al desenvolupament de l'esport.
Article 6: Els Jocs Olímpics són competicions entre atletes en esdeveniments individuals o en equips i no entre països.
Article 8: El símbol olímpic consisteix en cinc cèrcols entrellaçats, els quals, d'esquerra a dreta són blau, negre, vermell, groc i verd.

### Capítol 3: Les Federacions Internacionals (FIS)
El Capítol 3 discuteix el rol de les Federacions Internacionals (FIS) en el moviment olímpic. Les FIS són organitzacions no governamentals internacionals que administren els esports a nivell mundial i abasten organitzacions administrant tals esports a nivell nacional. Per a cada esport que forma part dels Jocs Olímpics existeix una Federació Internacional. Aquestes FIS treballen per assegurar que els seus esports siguin desenvolupats d'acord amb la Carta Olímpica i a l'esperit olímpic. Sent expertes en el seu esport en particular, una Fedracoçp Internacional té control sobre l'elegibilitat per competir així com dels detalls de la seu en la qual la competència tindrà lloc.

### Capítol 4: Els Comitès Olímpics Nacionals (CONS)
'Article 28:' La missió dels Comitès Olímpics Nacionals (CONS) és desenvolupar, promoure i protegir el Moviment Olímpic en els seus respectius països. El paper dels CONS dins de cada país és promoure l'esperit de l'olimpisme, assegurar el compliment de la Carta Olímpica, promoure l'ètica i desenvolupament de l'esport. Estan a càrrec de la representació del seu país en els Jocs, decidint una ciutat anfritriona per als Jocs, i cooperació amb cossos governamentals i no governamentals durant els Jocs.

### Capítol 5: Els Jocs Olímpics
Aquest capítol tracta la celebració dels Jocs Olímpics, la selecció de la ciutat amfitriona, el codi d'elegibilitat per a la participació en els jocs, aquells esports inclosos en els Jocs, cobertura de mitjans, i propaganda permesa per als Jocs.
A més, la Secció 3 d'aquest capítol discuteix el protocol aplicable per a funcions i esdeveniments olímpics. Això inclou l'ús de la bandera Olímpica, la flama, i les cerimònies d'obertura i clausura.